# Oisemont
Oisemont – miejscowość i gmina we Francji, w regionie Hauts-de-France, w departamencie Somma.
Według danych na rok 2011 gminę zamieszkiwało 1180 osób, a gęstość zaludnienia wynosiła 147 osób/km² (wśród 2293 gmin Pikardii Oisemont plasuje się na 222. miejscu pod względem liczby ludności, natomiast pod względem powierzchni na miejscu 603.).